# 宮城県道227号仙台亘理自転車道線
宮城県道227号仙台亘理自転車道線（みやぎけんどう227ごう せんだいわたりじてんしゃどうせん）は、宮城県仙台市宮城野区から同県亘理郡亘理町に至る一般県道（自転車・歩行者専用道）である。

## 概要
仙台市宮城野区の岩切大橋付近を起点として、七北田川の右岸側の堤防や河川敷を南東に進み、河口付近で南に折れて太平洋岸をおおむね海岸沿いに南下し、終点である亘理郡亘理町に至る。2025年現在、仙台市から名取市、岩沼市を経て亘理町まで供用済みとされているが、太平洋沿いの区間は東日本大震災の津波により壊滅的な被害を受けた。このうち仙台市内の区間については2019年までに復旧、再舗装がおおむね完了し、「仙台市海岸公園サイクリングロード」として利用されている。名取市以南については一部でルートを変更して再整備される予定である。

### 路線データ
- 起点：仙台市[3]
- 終点：亘理郡亘理町[3]
- 総延長：43.4 km[4]
- 実延長：26,595.0 m（仙台市管理分20,198.0 m[5]、宮城県管理分6,397.0 m[6]）

## 路線状況

### 重複区間
- 宮城県道10号塩釜亘理線：仙台市若林区藤塚 - 名取市閖上中央
- 宮城県道129号閖上港線：名取市閖上中央 - 同市閖上東
- 宮城県道10号塩釜亘理線：岩沼市寺島 - 亘理郡亘理町中町東（終点）

## 地理

### 通過する自治体
- 仙台市（宮城野区 - 若林区）
- 名取市
- 岩沼市
- 亘理郡亘理町

### 交差する道路
- 宮城県道141号今市福田線（仙台市宮城野区岩切・起点）
- 宮城県道8号仙台松島線（仙台市宮城野区岩切）
- 宮城県道141号今市福田線（仙台市宮城野区田子）
- 国道45号（仙台市宮城野区福田町）
- 宮城県道23号仙台塩釜線（仙台市宮城野区鶴巻）
- 宮城県道10号塩釜亘理線（仙台市宮城野区蒲生）
- 宮城県道137号荒浜原町線（仙台市若林区荒浜）
- 宮城県道10号塩釜亘理線（仙台市若林区藤塚）
- 宮城県道10号塩釜亘理線・宮城県道129号閖上港線（名取市閖上中央）
- 宮城県道129号閖上港線（名取市閖上東）
- 宮城県道125号岩沼海浜緑地線（岩沼市押分）
- 宮城県道10号塩釜亘理線（岩沼市寺島）
- 宮城県道123号荒浜港今泉線（亘理郡亘理町荒浜）
- 宮城県道38号相馬亘理線（亘理郡亘理町逢隈高屋）